# Dagmar Mørk Jensen
Dagmar Mørk Jensen (født Andersen 14. maj 1924 i Thisted, død 12. november 2012) var en dansk politiker og debattør. Hun var folketingsmedlem for Det Radikale Venstre 1984-1988.
Dagmar Mørk Jensen voksede op i Thisted i Thy som datter af byggeentreprenør Valdemar Andersen og hans kone Laura. Hun tog realeksamen på Thisted Realskole og havde oprindeligt planer om, ligesom sin far, at blive ingeniør. Hun tog de forberedende prøver til Polyteknisk Læreanstalt (nu Danmarks Tekniske Universitet) i København, men ombestemte sig og tog i stedet en kontoruddannelse. Hun giftede sig i 1945 med smedelærling 1945 Villy Mørk Jensen (1920-1999), der under anden verdenskrig var aktiv i modstandsbevægelsen på Fyn og sad i et tysk fængsel i provinsen Brandenburg 1943-1945. De skader, som han blev påført, ledte til at Dagmar Mørk Jensen fra 1958 arbejdede på at få det tyske firma Bosch til at give en officiel undskyldning og erstatning for at have brugt Villy Jensen og tusinder af andre fanger som slavearbejdere i krigsårene. Efter 42 år lykkedes det, et år efter Villy Mørk Jensens død, i 2000 at få en undskyldning og 10 milliarder D-mark i erstatning til ca. 1 million slave- og tvangsarbejdere. Hendes mands sygdom tvang Dagmar Mørk Jensen til at arbejde på fuld tid på kontor på Sjørring Maskinfabrik for at give familien en indkomst, også efter at hendes datter Anni blev født. En af Villy Jensens medfanger i Tyskland var DDR's leder, Erich Honecker, som han forblev personlige venner med selv efter Berlinmurens fald i 1989.
Dagmar Mørk Jensens politiske karriere begyndte som medlem af byrådet i Thisted Kommune. Ved folketingsvalget 1984 blev Dagmar Mørk Jensen første stedfortræder for Asger Baunsbak-Jensen i Viborg Amtskreds Hun vikarierede for Baunsbak-Jensen da han blev syg, og da Baunsbak-Jensen nedlagde sit mandat den 15. marts 1985 på grund af sygdom blev Dagmar Mørk Jensen folketingsmedlem. Hun var et af de folketingsmedlemmer der repræsenterede Danmark på FN's generalforsamling i New York. Dagmar Mørk Jensen blev genvalgt til Folketinget i 1987 i Ringkøbing Amtskreds, men hun mistede sin plads i Folketinget ved valget i 1988. Året efter blev hun nomineret som kandidat ved valget til Europa-Parlamentet og blev placeret som nr. 2 på partiets liste. Hun blev dog ikke valgt. Hun stillede også op valget i 1994, nu som nr. 6 på listen, uden at blive valgt.
Sammen med sin mand skrev Jensen bogen En mur har to sider - Modstanden og politikeren, der skildrer Villy Jensens oplevelser i Nazi-Tyskland og DDR. Hun var også en produktiv læserbrevsforfatter og var medlem af bestyrelsen for Frihedsfonden og bestyrelsesformand for Folkecenteret for vedvarende energi.